# Elena Furiase
Elena Furiase González (Madrid, 9 marzo 1988) è un'attrice spagnola.

## Biografia
Elena Dolores Furiase González, meglio nota come Elena Furiase, è nata nel 1988 a Madrid, figlia della cantante e attrice Lolita Flores e dell'imprenditore argentino Guillermo Furiase. Appartiene a una delle famiglie di artisti più note di tutta la Spagna, Los Flores.
I nonni erano Lola Flores, meglio conosciuta come "La Faraona", e Antonio Gonzalez detto Il Pescaílla. È quindi nipote di Antonio Flores e Rosario Flores, e cugina di Alba Flores.

## Carriera
Elena ha fatto parte del cast principale in El internado, serie televisiva di Antena 3 che è andata in onda da maggio 2007 a ottobre 2010, interpretando il ruolo di Vicky. Per questa interpretazione ha vinto il premio come miglior attrice 2007 nel Premios Joven. Un altro premio dedicato alle giovani attrici (premio Kerygama) lo ha ricevuto per l'interpretazione nella serie "Amar es para siempre" del 2013.
Nel settembre del 2008, ha debuttato al Teatro Amaya (Madrid), nella seconda stagione di "Olvida los tambores" di Ana Diosdado.
Nel 2008 ha debuttato al cinema con i film El libro de las aguas di Antonio Giménez-Rico, mentre nel 2010 ha partecipato alla pellicola The Anguish, diretta da Jordi Mesa González.
A causa di problemi di salute nel 2011 ha dovuto interrompere una tournée teatrale come la partecipazione a "Cuore ribelle" un'importante serie di Antena 3.
Riprende a lavorare a diversi progetti, partecipando a diverse serie televisive e realizzando alcuni cortometraggi.

## Filmografia

### Cinema
- El libro de las aguas, regia di Antonio Giménez-Rico (2008)
- Cruzando el límite, regia di  Xavi Giménez (2010)
- The Anguish, regia di Jordi Mesa González  (2010)
- Don Mendo Rock ¿La venganza?, regia di José Luis García Sánchez (2010)
- Un Dio vietato  (Un Dios prohibido), regia di Pablo Moreno (2013)
- Madre Soledad - Al servizio degli infermi (Luz de Soledad), regia di Pablo Moreno (2016)
- Poveda - Amico forte di Dio (Poveda), regia di Pablo Moreno (2016)

### Televisione
- El internado - serie TV, 71 episodi (2007-2010) - Victoria Martínez
- Imperium - serie TV, 1 episodio (2012)
- Per sempre (Amar es para siempre) - telenovela (2013) - Olga Lozano